# Суводь
Суводь — река в России, протекает по Верхошижемскому и Советскому районам Кировской области. Устье реки находится в 387 км от устья Вятки по левому берегу. Длина реки составляет 50 км, площадь водосборного бассейна — 499 км².
Река начинается у деревни Ситники в 20 км к юго-востоку от посёлка Верхошижемье. Река течёт на юг, в среднем течении на берегу деревня Суводь. В верхнем и среднем течении на берегу несколько запруд. Впадает в Вятку двумя рукавами в 15 км к северо-востоку от города Советск. В левый, более длинный рукав впадает слева крупнейший приток Суводи — Ишеть.

## Притоки
(указано расстояние от устья)
- 2 км: река Ишеть (лв)
- 18 км: река Щука (пр)
- река Медянка (пр)
- 32 км: река Кремянка (пр)
- 41 км: ручей Суводь (в водном реестре — река без названия) (пр)

## Данные водного реестра
По данным государственного водного реестра России относится к Камскому бассейновому округу, водохозяйственный участок реки — Вятка от города Котельнич до водомерного поста посёлка городского типа Аркуль, речной подбассейн реки — Вятка. Речной бассейн реки — Кама.
Код объекта в государственном водном реестре — 10010300412111100037570.